# PCGF2
PCGF2 (англ. Polycomb group ring finger 2) – білок, який кодується однойменним геном, розташованим у людей на короткому плечі 17-ї хромосоми. Довжина поліпептидного ланцюга білка становить 344 амінокислот, а молекулярна маса — 37 788.
| 10         |  | 20         |  | 30         |  | 40         |  | 50         |
| ---------- |  | ---------- |  | ---------- |  | ---------- |  | ---------- |
| MHRTTRIKIT |  | ELNPHLMCAL |  | CGGYFIDATT |  | IVECLHSFCK |  | TCIVRYLETN |
| KYCPMCDVQV |  | HKTRPLLSIR |  | SDKTLQDIVY |  | KLVPGLFKDE |  | MKRRRDFYAA |
| YPLTEVPNGS |  | NEDRGEVLEQ |  | EKGALSDDEI |  | VSLSIEFYEG |  | ARDRDEKKGP |
| LENGDGDKEK |  | TGVRFLRCPA |  | AMTVMHLAKF |  | LRNKMDVPSK |  | YKVEVLYEDE |
| PLKEYYTLMD |  | IAYIYPWRRN |  | GPLPLKYRVQ |  | PACKRLTLAT |  | VPTPSEGTNT |
| SGASECESVS |  | DKAPSPATLP |  | ATSSSLPSPA |  | TPSHGSPSSH |  | GPPATHPTSP |
| TPPSTASGAT |  | TAANGGSLNC |  | LQTPSSTSRG |  | RKMTVNGAPV |  | PPLT       |

A: Аланін

C: Цистеїн

D: Аспарагінова кислота

E: Глутамінова кислота

F: Фенілаланін

G: Гліцин

H: Гістидин

I: Ізолейцин

K: Лізин

L: Лейцин

M: Метіонін

N: Аспарагін

P: Пролін

Q: Глутамін

R: Аргінін

S: Серин

T: Треонін

V: Валін

W: Триптофан

Кодований геном білок за функціями належить до репресорів, фосфопротеїнів. 
Задіяний у таких біологічних процесах, як транскрипція, регуляція транскрипції. 
Білок має сайт для зв'язування з іонами металів, іоном цинку, ДНК. 
Локалізований у ядрі.